# Petrozitis
Petrozitis ili zapaljenje piramide slepoočne kosti (lat. Petrositis) je infekcijom izazvano oboljenje koje nastaje kao komplikacija akutnih gnojnih zapaljenja srednjeg uva kada se osteolitični proces proširi prema vrhu koštane piramide slepoočne kosti, bilo direktno iz bubne duplje ili preko perilabirintarnih ćelija.

## Relevantna anatomija
Slepoočna kost (lat. os temporale) je parna kost lobanje koja se nalazi između sfenoidalne ili klinaste kosti, okcipitalne ili potiljačne kosti i parijetalne ili temene kosti (lat. os parietale).
Čini je:
- ljuska ili skvamozni deo (lat. pars squamosa) koji gradi spoljašnji zid krova lobanje,
- timpanični deo, koji gradi zid spoljnog slušnog hodina
- piramida ili petrozni deo, koji je sastavljen od spoljašnjeg dela koji gradi mastoidni nastavak i unutrašnjeg, koji gradi srednji deo baze lobanje (srednje i unutrašnje uvo).

Piramida ili petrozni deo je najznačajnija anatomska struktura slepoočne kosti jer u sebi sadrži srednje i unutrasnje uvo i izgrađuje srednji deo baze lobanje. Piramida je postavljena koso izmeću okcipitalne i sfenoidne kosti s bazom usmerenom put spolja, a vrhom put unutra. Na zadnjoj lobanjskoj jami nalazi se unutarašnji slušni otvor (lat. porus acusticus int.) kroz koji prolaze VII. i VIII, moždani živac. Na spoljnoj strani nalazi se spoljašnji slušni otvor (lat. porus acusticus ext.), koji se nastavlja u spoljašnji slušni hodnik. Na donjoj strani nalazi se karotični kanal,  kroz kojiu lobanju ulazi unutrašnja karotidna arterija. Baza piramide nalazi se iza uha, a oblikuje je zadebljali mastoidni nastavak. U piramidi slepoočne kosti nalazi se srednje i unutrašnje uho sa senzorima sluha i ravnoteže.

## Epidemiologija
Najvažniji uzročnici bakterijske upale su Streptococcus pneumoniae, Haemophilus influenzae i Moraxella catarrhalis. Smatra se da je danas u svetu pneumokok najčešći uzročnik akutnog zapaljenja srednjeg uva u 20%-40% slučajeva, Haemophilus influenzae nešto je ređi u 20%-25% slučajeva (i češći kod manje dece), a Moraxella catarrhalis uzročnik je u 10%-15% upala. Prevalencija moraksele danas u porastu u svetu.
U eri antibiotika petrozitis je je danas veoma retko oboljenje

## Etiopatogeneza
Petrozitis nastaje 4-6 nedelje od gnojnog zapaljenja srednjeg uva, ponekad i kasnije. Širenje infekcije može se odvijati preko pneumatizirane kosti, vaskularnih kanala ili direktnim širenjem.
Širenjem upale u područje mastoida nastaje mastoiditis, a daljnjim širenjem gnoj se može nakupljati iza ušne školjke pod periostom i pri tome je odizati od kosti (subperiostalni apsces). Širenjem upale na unutarašnje uvo nastaje labirintitis s naglim pogoršanjem sluha i smetnjama ravnoteže.
Kako blizu petroznog (piramidalnog) apeksa, odvojen od njega samo durom mater, leži trigeminalni ganglion n. abducensa medijalno uz trigeminalni ganglijon, ekstraduralno zapaljenje kod sekundarnog apikalnoog petrozitisa može zahvatiti navedene strukture i uzrokovati simptome Gradenigovog sindroma. Sindrom se karakteriše trijasom simptoma: supurativnim zapaljenjem srednjeg uva, bolom u predelu distribucije trigeminalnog živca i parezom živca abducensa.

## Klinička slika
Dok je proces ograničen samo na piramidu slepoočne kosti bolesnik nema nikakvih karakterističnih simptoma. 
Kada se proces proširi javljaju se karakteristični znaci i simptomi petrozitis: 
- pareza abducensa
- neuralgija trigeminusa, zbog širenja zapaljenja prema ganglion-u Gasseri.

Klinički znaci kojim se kavljaju u ovoj fazi bolesti su diplopija, fotofobija i strabizam.

## Dijagnoza
Dijagnoza se postavlja na osnovu :
- kliničke slike,
- prisustva akutnog mastoiditisa,
- pogoršanja bolesti,
- rendgenografije mastoida,
- operativnog nalaza.

## Terapija
Prvenstveno se zasniva na:
- mastoidektomiji i drenaža apikalnog procesa
- primeni sulfamidske ili antibiotska terapije u velikim dozama.

## Komplikacije
Коmplikacija koje mogu da nastanu kod petrozitis su: ekstraduralni apsces i meningitis.
Iako petrozitis može dovesti do fatalnih posledica: meningitisa, intrakranijalnih apscesa, širenja na bazu lobanje i zahvatanja IX, X i XI kranijalnog živca (Vernetov sindrom), prevertebralnih/parafaringealnih apscesa i širenja u simpatički pleksus oko karotidne ovojnice, incidencija navedenih komplikacija znatno je smanjena pojavom antibiotika.

## Literatura
- Th. Hünermann, D. Plester: Die Operationen am Ohr. (= Der Operationskurs des Hals-, Nasen- und Ohrenarztes. Band 1). J. A. Barth, Leipzig 1970,
- Erhard Lüscher: Lehrbuch der Ohrenheilkunde. Springer, Wien 1952.
- K. Fleischer: Otitiskomplikationen heute. In: H. Ganz, W. Schätzle: HNO Praxis Heute. Band 9, Springer-Verlag, Berlin 1989.
- M. E. Glasscock, G. E. Shambaugh. Surgery of the Ear. ISBN 0-7216-2063-9.. W.B. Saunders, Philadelphia 1990, .

## Spoljašnje veze
- Petrositis National Library of Medicine (језик: енглески)

|  | Molimo Vas, obratite pažnju na važno upozorenje u vezi sa temama iz oblasti medicine (zdravlja). |